# Tesserato mágico
Na matemática, um tesserato mágico é um objeto de quatro dimensões que se configura como uma extensão do quadrado mágico, arranjado em um padrão n × n × n × n em que a soma de cada linha (ou cada pilar), incluindo as diagonais, se mantém constante sobre um objeto M4(n). 
Se o tesserato consiste em uma figura com os números 1, 2, ..., n4, então a constante mágica será
{\displaystyle M_{4}(n)={\frac {n(n^{4}+1)}{2}}.\,}